# Townsend Whelen
Townsend Whelen (06 de março de 1877 Filadélfia, Pensilvânia — 23 de dezembro de 1961 St. Louis, Missouri), chamado de "Townie" por seus amigos, foi um caçador, soldado, escritor e atirador americano.[carece de fontes?]
Whelen chegou ao posto de Coronel do Exército dos Estados Unidos, e foi também um prolífico escritor sobre armas e caça, escrevendo mais de dois mil artigos para revistas em sua carreira.[carece de fontes?]

## Cartuchos
- .25 Whelen
- .35 Whelen
- .375 Whelen
- .400 Whelen